# Vytautas Briedis
Vytautas Briedis (27 de agosto de 1940-22 de septiembre de 2019) fue un deportista soviético que compitió en remo.
Participó en dos Juegos Olímpicos de Verano en los años 1964 y 1968, obteniendo una medalla de bronce en México 1968 en la prueba de ocho con timonel. Ganó una medalla de plata en el Campeonato Mundial de Remo de 1962 y dos medallas de plata en el Campeonato Europeo de Remo, en los años 1963 y 1964.

## Palmarés internacional
| Juegos Olímpicos   | Juegos Olímpicos          | Juegos Olímpicos  | Juegos Olímpicos |
| Año                | Lugar                     | Medalla           | Prueba           |
| ------------------ | ------------------------- | ----------------- | ---------------- |
| 1968               | Ciudad de México (México) | Medalla de bronce | Ocho con timonel |
| Campeonato Mundial |                           |                   |                  |
| Año                | Lugar                     | Medalla           | Prueba           |
| 1962               | Lucerna (Suiza)           | Medalla de plata  | Ocho con timonel |
| Campeonato Europeo |                           |                   |                  |
| Año                | Lugar                     | Medalla           | Prueba           |
| 1963               | Moscú (URSS)              | Medalla de plata  | Ocho con timonel |
| 1964               | Ámsterdam (Países Bajos)  | Medalla de plata  | Ocho con timonel |